# Nia DaCosta
Nia DaCosta (Brooklyn, 1989. november 8. –) amerikai rendező, forgatókönyvíró. Ő írta és rendezte a Little Woods (2019) című bűnügyi thrillert, amely elnyerte a Tribeca Filmfesztivál Nora Ephron-díját. 2021-ben rendezte a Kampókéz című horrorfilmet.

## Élete
1989-ben született a New York-i Brooklynban, és Harlemben nőtt fel. Brazil és fekete-amerikai származású. Eredetileg író szeretett volna lenni, az Apokalipszis most (1979) című film megtekintése keltette fel érdeklődését a filmkészítés iránt. Ennek eredményeként DaCosta az 1970-es évek filmművészetét kutatta, ahol olyan rendezőkben talált inspirációt, mint Martin Scorsese, Sidney Lumet, Steven Spielberg és Francis Ford Coppola. Scorsese-re mint legfőbb inspirációra hivatkozva DaCosta beiratkozott a New York University Tisch School of the Arts alma materébe. Ott találkozott Scorsese-szel, miközben televíziós produkciós asszisztensként dolgozott.

## Pályafutása
Miután befejezte az iskolát és televíziós produkciós asszisztensként dolgozott, DaCosta írta a Little Woods forgatókönyvét, amely egyike volt a 2015-ös Sundance Screenwriters and Directors Labs 12 projektjének.

## Filmográfia

### Film
| Év   | Magyar cím | Eredeti cím  | Rendező | Író  | Hiv.  |
| ---- | ---------- | ------------ | ------- | ---- | ----- |
| 2018 |            | Little Woods | Igen    | Igen |       |
| 2021 | Kampókéz   | Candyman     | Igen    | Igen |       |
| 2023 | Marvelek   | The Marvels  | Igen    | Nem  | [ 4 ] |

### Rövidfilm
| Év   | Cím                      | Rendező | Író  | Producer | Megjegyzés | Hiv.        |
| ---- | ------------------------ | ------- | ---- | -------- | ---------- | ----------- |
| 2009 | The Black Girl Dies Last | Igen    | Igen | Nem      | színész    | [ 5 ] [ 6 ] |
| 2013 | Night and Day            | Igen    | Nem  | Igen     | vágó       |             |
| 2014 | Celeste                  | Nem     | Igen | Nem      |            |             |
| 2014 | Livelihood               | Nem     | Igen | Nem      |            |             |

### Televízió
| Év   | Magyar cím | Eredeti cím | Megjegyzés |
| ---- | ---------- | ----------- | ---------- |
| 2019 | Nagykutya  | Top Boy     | 2 epizód   |